# Aluminium(I)fluoride
Aluminium(I)fluoride, ook bekend onder de namen aluminiummonofluoride of fluoridoaluminium, is een chemische verbinding met de the molecuulformule {\displaystyle {\ce {AlF}}}. Bij hoge temperatuur wordt deze stof gevormd uit aluminiumfluoride, eigenlijk aluminium(III)fluoride, en metallisch aluminium. Bij afkoelen worden de reactanten weer teruggevormd. Complexen die afgeleid zijn van gerelateerde aluminium(I)halides kunnen met speciale liganden gestabiliseerd worden.
Deze stof is aangetoond in de interstellaire ruimte, waar de dichtheid van moleculen zo laag is dat botsingen tussen moleculen, en dus reacties, zeldzaam zijn.